# محمد بن محمود الآملي
محمد بن محمود الآملي (بالفارسية: محمد بن محمود آملی) طبيب وفيلسوف من العصور الوسطى عاش في القرن الثامن الهجري، كان فارسي من مدينة آمل في إيران. وقد عاصر الشاعر حافظ الشيرازي.

## المعاصرون
عَاصر الآملي ابن المطهر الحلي؛ وعَاصر كذلك الشاعر حافظ الشيرازي.

## سفره
سافر الآملي كثيرًا خلال حياته، وبهذه الطريقة اكتسب الكثير من المعرفة.